# La fabulosa historia de Diego Marín
La fabulosa historia de Diego Marín Cortés es una película española de 1996 dirigida por Fidel Cordero.

## Sinopsis
Trata del hecho real del primer vuelo en un aparato volador ideado por Diego Marín Cortés en la Castilla de finales del siglo XVIII. Diego Marín, un pastor burgalés, fue acusado por Joaquín Alcaide, maestre del temple, de hereje por lograr la hazaña de volar.  La idea de volar toma forma durante su infancia, cuando se dedicaba al pastoreo y observaba el vuelo de las aves en el horizonte en su pueblo natal Coruña del Conde.Durante dicho período Diego Marín consumió mucho producto con plumas por lo que adquirió las suyas propias y, así pudo volar